# Hannah Liko

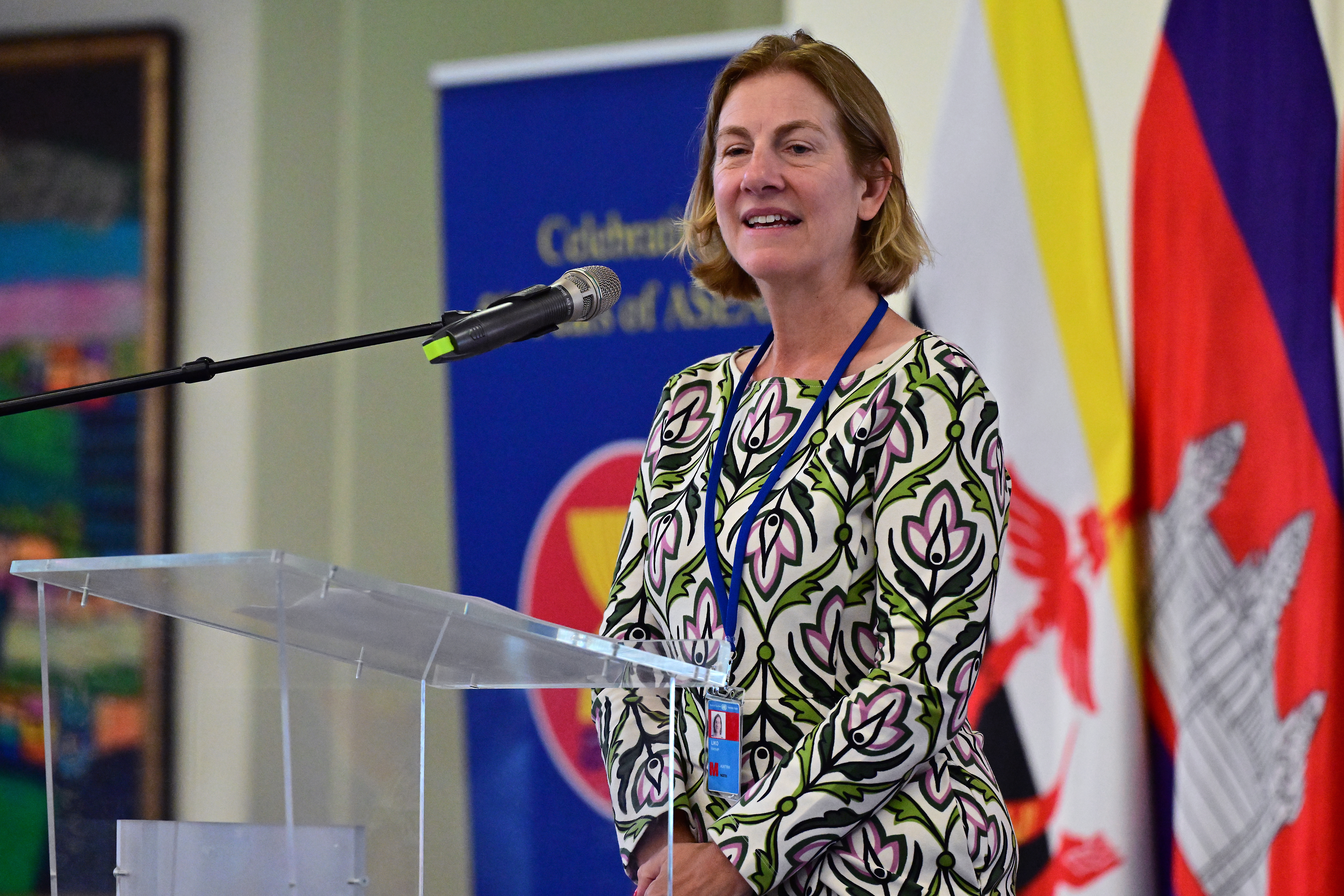
Hannah Liko, 2025

Hannah Liko (* 17. Februar 1971) ist eine österreichische Diplomatin. Liko ist politische Direktorin im Außenministerium, das sie davor war Kabinettschefin verantwortete, und war österreichische Botschafterin beim Staat Israel.

## Ausbildung
Hannah Liko studierte ab 1989 an der Universität Wien Alte Geschichte und Klassische Archäologie. Dabei absolvierte sie einen Teil ihres Studiums auch an der Universität Federico II in Neapel. Während des Studiums war sie von 1997 bis 2002 Mitarbeiterin am Institut für Klassische Archäologie der Universität Wien und als solche unter anderem Mitglied in mehreren archäologischen Forschungsteams, unter anderem in Ephesos und in Velia, organisiert durch das Österreichische Archäologische Institut, die Universität Wien sowie die Österreichische Akademie der Wissenschaften. Weiters nahm sie an archäologischen Grabungen in Carnuntum und Enns/Lauriacum, in Roscigno sowie in Salles-d’Aude teil. Im Jahr 2002 schloss Hannah Liko das Doktoratsstudium schließlich mit der Promotion zur Doktorin der Philosophie (Dr. phil.) ab.

## Beruflicher Werdegang
2002/03 absolvierte sie die Ausbildung an der Diplomatischen Akademie Wien und trat 2004 in den diplomatischen Dienst im Bundesministerium für auswärtige Angelegenheiten ein. Hier wurde sie zunächst Mitarbeiterin der Abteilung für Abrüstung und Non-Proliferation sowie der Abteilung für Osteuropa. Im Jahr 2005 wechselte sie an die Österreichische Vertretung bei den Vereinten Nationen in New York und wurde dort zunächst Delegierte im 2. Komitee für Umwelt und Wirtschaft. 2009/10 wurde sie Mitglied des österreichischen Sicherheitsrats-Team während der Mitgliedschaft Österreichs im Sicherheitsrat der Vereinten Nationen. Anschließend daran wurde Hannah Liko 2011 stellvertretende Direktorin des Österreichischen Kulturforums New York. 2013 kehrte sie im Rahmen der regulären Rotation nach Wien ins Bundesministerium zurück, wo sie in der Abteilung für internationale Organisationen tätig wurde.
Im Jahr 2013 wurde Hannah Liko ins Büro des Generalsekretärs im Außenministerium, Michael Linhart, berufen. 2017 wurde sie die Leiterin des Büros des Generalsekretärs, ehe mit dem Regierungswechsel 2018 ein neuer Generalsekretär ernannt wurde. Liko wechselte daraufhin als interimistische Abteilungsleiterin in die Abteilung für Sicherheitsangelegenheiten im Außenministerium. 
Im Jänner 2019 gab die neue Bundesregierung schließlich bekannt, dass Hannah Liko auf den Posten der österreichischen Botschafterin in Israel berufen werde. Sie löste dort ihren Kollegen Martin Weiss ab, der als Botschafter in die USA wechselte. Am 18. Dezember 2019 überreichte Hannah Liko ihr Beglaubigungsschreiben an den Präsidenten des Staates Israel, Reuven Rivlin.
2021 kehrte Liko nach Wien zurück, um mit 15. November Kabinettschefin von Außenminister Alexander Schallenberg zu werden. Mit Februar 2025 verantwortet sie als erste Frau als politische Direktorin die Leitung der Sektion II "politische Angelegenheiten". 